# Reserva Natural Estatal do Grande Ártico

Mapa com a extensão da Reserva Natural Estatal do Grande Ártico

A Reserva Natural Estatal do Grande Ártico (em russo:  Большой Арктический государственный природный заповедник) é uma reserva natural no Krai de Krasnoyarsk, na Rússia. Com uma área de 41.692 km2, é a maior reserva da Rússia e da Eurásia. Também é uma das mais extensas do mundo.
Foi fundada em 11 de maio de 1993 pela resolução n.º 431 do Governo da Federação da Rússia. Os parques naturais da Rússia são designados como zapovedniks.
Muitos animais e plantas constituem os biota da reserva, na qual a intervenção humana é mínima. Entre os animais que estão protegidos nesta reserva, alguns dos mais importantes são o urso-polar, a raposa-do-ártico, o mocho-nival, a rena e a beluga.
A reserva inclui:
- Ilha Dikson
- Ilhas do mar de Kara
- Bacia do rio Piasina
- Baía Middendorff
- Arquipélago de Nordenskiöld
- Bacia do Rio Taymyr
- Lago de Taymyr
- Ilha de Taymyr
- Península de Taymyr
- Ilhas do golfo do Ienissei